# 龔未齋
龔未齋（1738年—1811年），字萼，號雪鴻，浙江省绍兴县县城里塔山下人，清朝文學家，其作品僅得《雪鴻軒尺牘》流傳至今。紹興師爺。

## 生平
龔未齋出身於幕僚家庭，雖然屢次試科舉，但始終無法及第，因此在各地擔任幕僚達五十多年，當中以紹興師爺的身份最廣為後世所知。
與同邑人許思湄友好，以詩酒酬唱，同游華北數十年。著有《雪鴻軒尺牘》，內含186封书信。